# Faustino M. Parera
Faustino M. Parera é uma junta de governo da província de  Entre Ríos, na Argentina.